# پریکسنز
پریکسنز (به اسپانیایی: Preixéns) یک منطقهٔ مسکونی در اسپانیا است که در نوگورا واقع شده‌است. پریکسنز ۲۸٫۷ کیلومتر مربع مساحت دارد ۳۱۵ متر بالاتر از سطح دریا واقع شده‌است.